# Ana Jotta

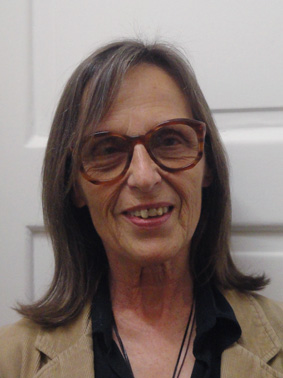
Ana Jotta

Ana Jotta (* 1946 in Lissabon, Portugal) ist eine portugiesische Künstlerin und Schauspielerin, die mit verschiedenen Medien arbeitet.

## Leben
Sie studierte an der Lissaboner Hochschule der Schönen Künste (1965–1968) sowie in Brüssel an der École de la Cambre, der Hochschule für Architektur und Visuelle Künste (1969–1973).
Zwischen 1969 und 1980 war sie auch als Theaterschauspielerin tätig. Ihre erste Ausstellungen in Portugal hatte sie zu Beginn der 1980er Jahre. 
Sie lebt und arbeitet in Lissabon.

## Werk
In ihrem Werk ist sie als Malerin, Bildhauerin und mit Installationen, Sound, Fotografie, Nähen, Töpfern, Sticken tätig. 
Sie collagiert mit ihrem Werk das Werk von anderen Künstlern und Autoren und schafft damit selbst ein einzigartiges Werk. Ihr Werk lässt niemals ganz die Autorenschaft erkennen und sie überrascht ihr Publikum mit immer neuen Varianten und Spielarten ihrer Werke.
Zu den Künstlern, die sie parodiert und collagiert, gehören u. a. Diego Velázquez, Paul Klee, Stuart Carvalhais, Edward Hopper.
Bekannte Werke der Künstlerin sind: Eduardos, (Mickey Mouse und Mini-Maus küssen sich); 21 Artistes por demain. (Spielkartenrückseite auf Leinwand).

## Zitat
„Ein Literaturfan sollte sagen: ‚Die Literatur an sich interessiert mich nicht, aber ich bestehe aus Literatur, ich bin und kann nichts anderes sein als Literatur.‘“

## Auszeichnungen (Auswahl)
- 2013: Grande Premio de EDP/Arte.
- 2017: Rosa-Schapire-Kunstpreis (Hamburg), verliehen durch die Freunde der Kunsthalle.

## Einzelausstellungen und Gemeinschaftsausstellungen (Auswahl)
- 2005 Porto.
- 2012 und 2016 in Lissabon
- 2015 Paris
- 2017 Basel